# بول كاربنتر ستاندلي
بول كاربنتر ستاندلي (1884-1963) (بالإنجليزية: Paul Carpenter Standley)‏ هو عالم نبات أمريكي.